# Prostitution en Turquie
La prostitution en Turquie est légale et réglementée. La sécularisation de la société turque a permis à la prostitution d'acquérir un statut légal au début du XXe siècle. Connus sous le nom de « maisons générales » dans le pays, les lupanars doivent recevoir des permis du gouvernement pour fonctionner. À leur tour, les organismes de réglementation délivrent des cartes d'identité aux travailleurs du sexe qui leur donnent droit à des soins médicaux gratuits et à d'autres services sociaux. Cependant, de nombreux gouvernements locaux ont désormais pour politique de ne pas délivrer de nouveaux enregistrements et dans certaines villes, comme Ankara et Bursa, et des lieux de prostitution ont été démolis sur décision du tribunal.

## Statut légal
La prostitution en Turquie est régie par l'article 227 du Code pénal turc (loi n° 5237). La promotion de la prostitution est passible de deux mois à quatre ans d'emprisonnement. La loi sur les passeports interdit l'entrée en Turquie à des fins de prostitution.
Les bordels (Genelev) sont légaux et agréés en vertu des lois sur la santé traitant des infections sexuellement transmissibles. Les femmes doivent être enregistrées et acquérir une carte d'identité indiquant les dates de leurs bilans de santé. Il est obligatoire pour les prostituées enregistrées de se soumettre à des contrôles de santé réguliers pour les maladies sexuellement transmissibles, et l'utilisation de préservatifs est obligatoire. La police est autorisée à vérifier l'authenticité des prostituées enregistrées pour déterminer si elles ont été examinées correctement et pour s'assurer qu'elles voient les autorités sanitaires si elles ne le font pas. Cependant, les hommes ne peuvent pas s'inscrire en vertu de ce règlement. La plupart des prostituées, cependant, ne sont pas enregistrées, car les gouvernements locaux ont pris pour politique de ne pas émettre de nouveaux enregistrements,.
D'autres réglementations concernant les prostituées en Turquie comprennent la loi sur les délits, article 32. Cependant, l'application de cette loi a été assez controversée. Dans certaines villes, comme Ankara et Bursa, des bordels ont été démolis sur décision du tribunal,.

## Démographie
| Article                                                                   | Données du recensement     |
| ------------------------------------------------------------------------- | -------------------------- |
| Nombre de prostituées                                                     | 100 000                    |
| Prostituées enregistrées comme travaillant dans des lieux de prostitution | 3 000                      |
| Prostituées enregistrées auprès de la police                              | 15 000                     |
| Femmes en attente de licences                                             | 30 000                     |
| Age de la prostitution                                                    | entre 18 et 40             |
| Chiffre d'affaires annuel                                                 | 3 à 4 milliards de dollars |

## Trafic sexuel
La Turquie est une destination de choix pour les victimes de la traite des êtres humains en relation avec le commerce du sexe, selon un rapport produit par l'Office des Nations unies contre les drogues et le crime. Les pays sources des victimes identifiées de la traite en 2008 étaient le Turkménistan, l'Ouzbékistan, l'Arménie, la Moldavie, le Kirghizistan, la Russie, la Géorgie, l'Ukraine, l'Azerbaïdjan, la Roumanie, le Kazakhstan, la Biélorussie, la Bulgarie et l'Indonésie. Les syndicats du crime organisé russes se livrent au trafic de femmes à des fins de prostitution, et des femmes russes et ukrainiennes se sont présentées dans de nombreux pays européens, dont la Turquie. Selon des rapports parus en 2006, le pays devenait rapidement l'un des plus grands marchés pour les esclaves sexuels des anciens États soviétiques: «Environ 5 000 femmes, dont plus de la moitié de Moldavie et d'Ukraine, travailleraient comme esclaves sexuelles à travers la Turquie».
Le Bureau de surveillance et de lutte contre la traite des personnes du département d'État des États-Unis classe la Turquie comme un pays de « niveau 2 ».